# Sant Pere de Riudebitlles
Sant Pere de Riudebitlles – gmina w Hiszpanii, w prowincji Barcelona, w Katalonii, o powierzchni 5,33 km². W 2011 roku gmina liczyła 2372 mieszkańców.